# Тункинские Гольцы
Тунки́нские Гольцы́ (Тункинские Альпы, бур. Түнхэнэй һарьдаг мундарганууд) — горный хребет на территории Окинского и Тункинского районов Бурятии, по водоразделу которого проходит административная граница этих муниципальных образований республики. Является самым восточным отрогом Восточного Саяна.
Тункинские Гольцы протягиваются небольшой дугой на 160 км с запада на восток от левого берега реки Иркут, вблизи её поворота с севера на юго-восток от массива Мунку-Сардык, до горного узла Дугуйсин и гривы Сарам на границе Бурятии и Иркутской области. Ширина хребта — от 10 до 25 км. Южный склон опускается к Тункинской котловине; северные, сильно расчленённые отроги хребта, носящие собственные названия (Шумакские Гольцы, Билютские Гольцы и др.), отходят к межгорной долине реки Китой.
Хребет сложен кристаллическими сланцами и гранитами. Преобладает расчленённый среднегорный рельеф. В пригребневой части наблюдается альпинотипный рельеф. Вершины хребта достигают 3000—3300 м, высшая точка — Пик Стрельникова (3284 м), перепад высот между гребнями достигает 2000 м.
В подгольцовой зоне — светлохвойная тайга. Выше 2000 м — горная тундра.
В связи с 250-летием со дня рождения Г. И. Шелихова решением Комитета геодезии России одна из горных вершин (2811 м) Тункинских гольцов официально получила название Пик Шелехова, в связи с чем в июле 1997 года на пике был установлен памятный знак.
У южного подножия центральной части хребта при выходе реки Кынгарги в Тункинскую долину расположен бальнеологический курорт Аршан. На северном склоне в долине реки Шумак — минеральные источники.

## Галерея

Тункинские Гольцы
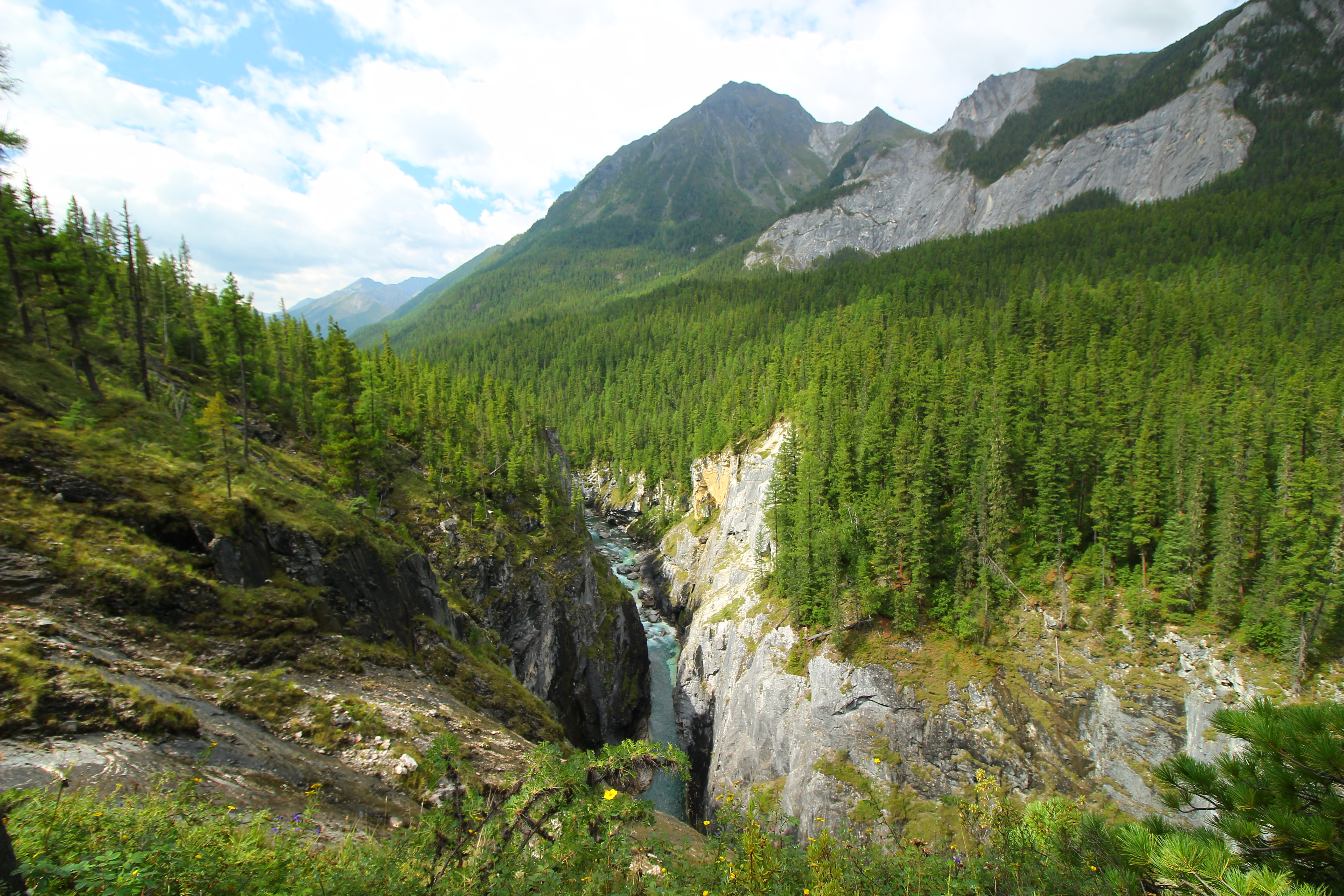
Ущелье
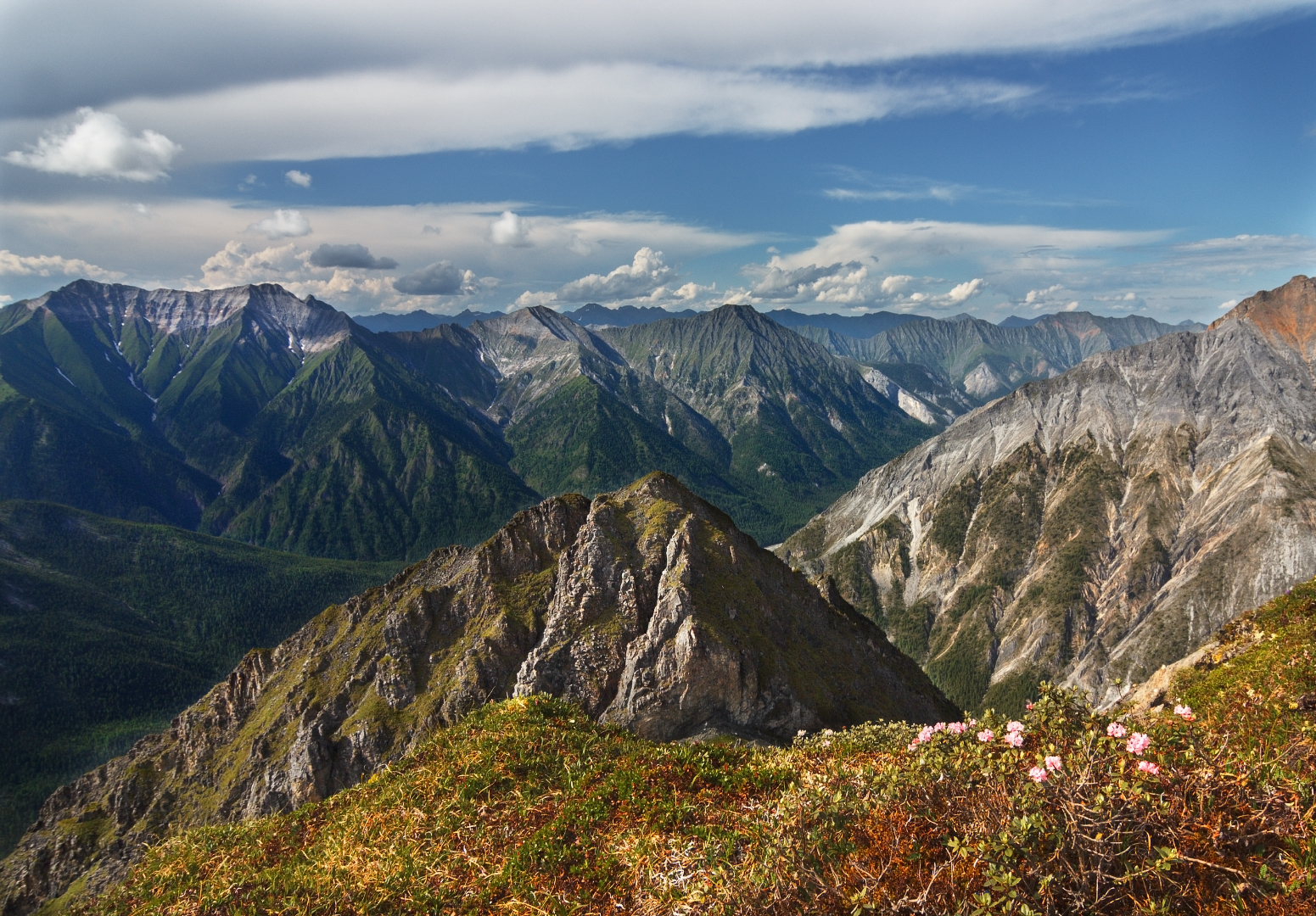
На пике Трёх капитанов
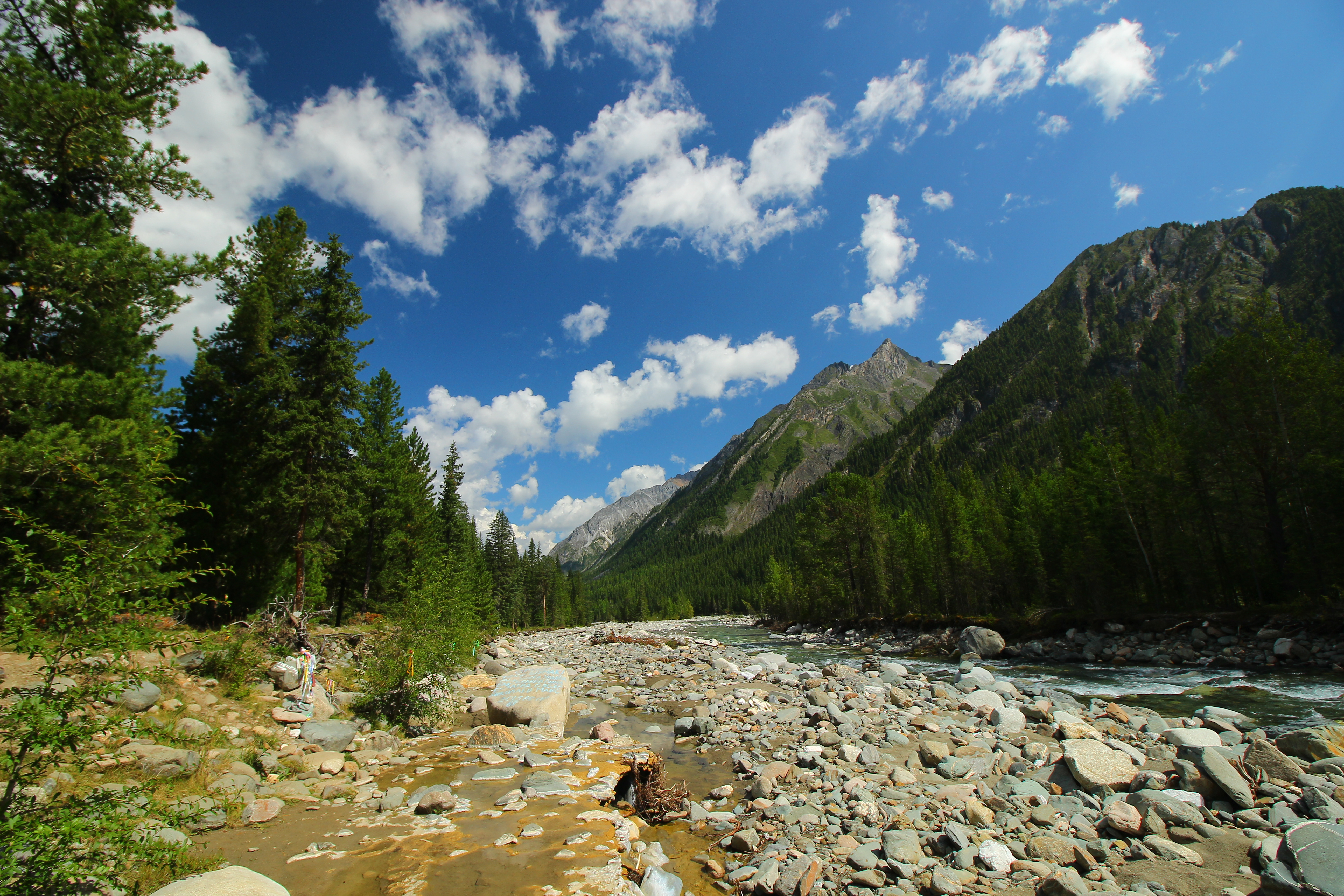
Река Шумак
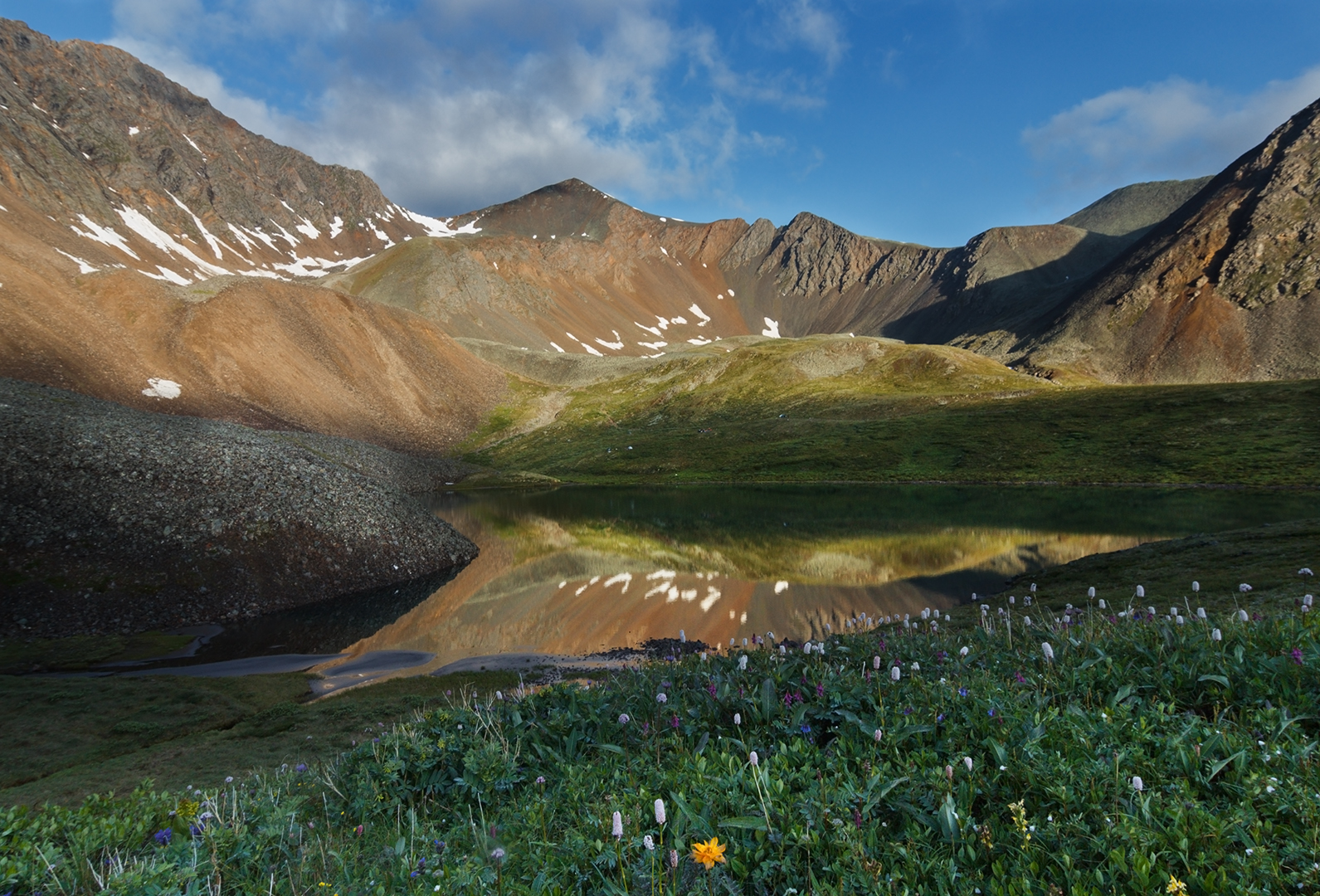
Перевал
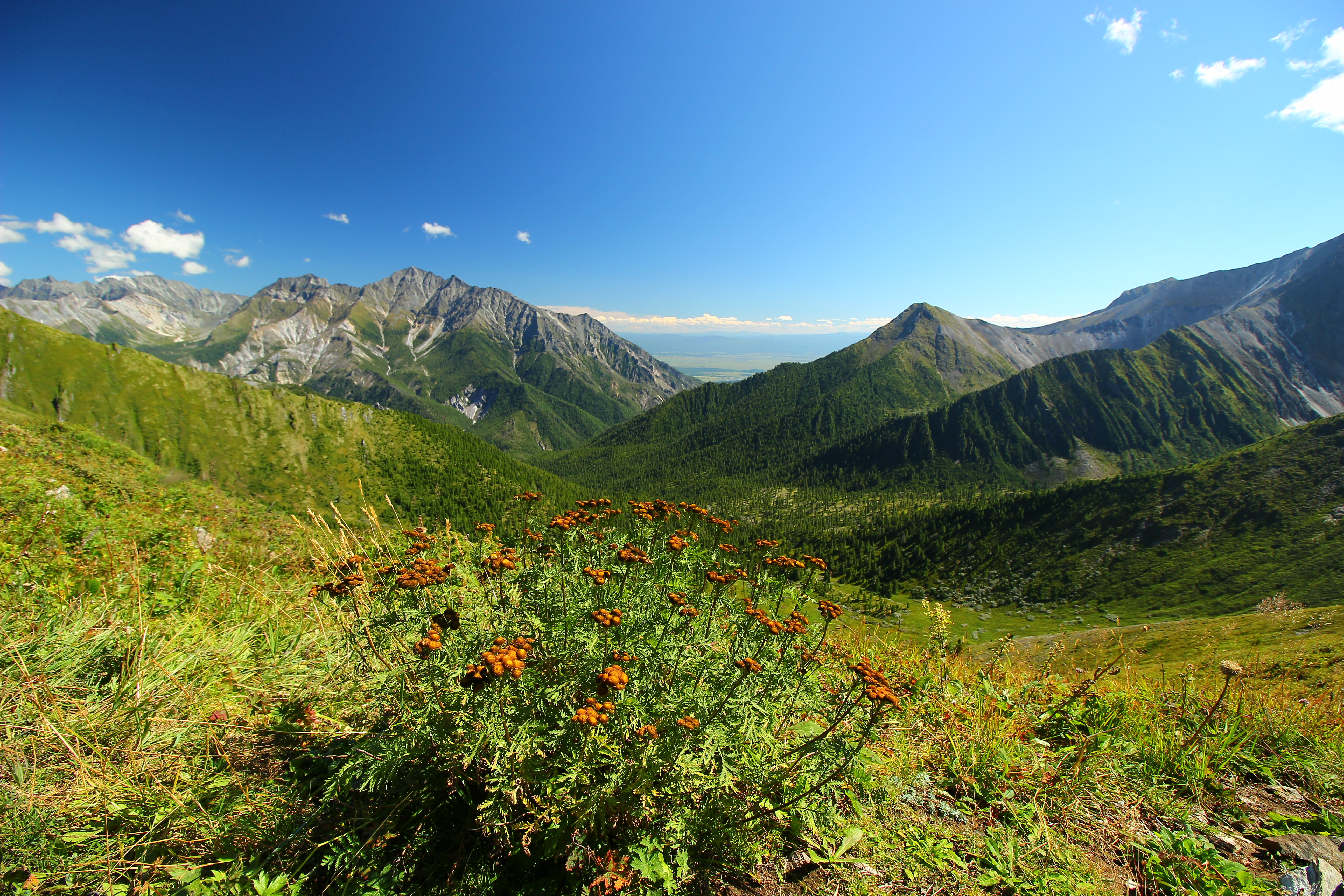
Гольцы
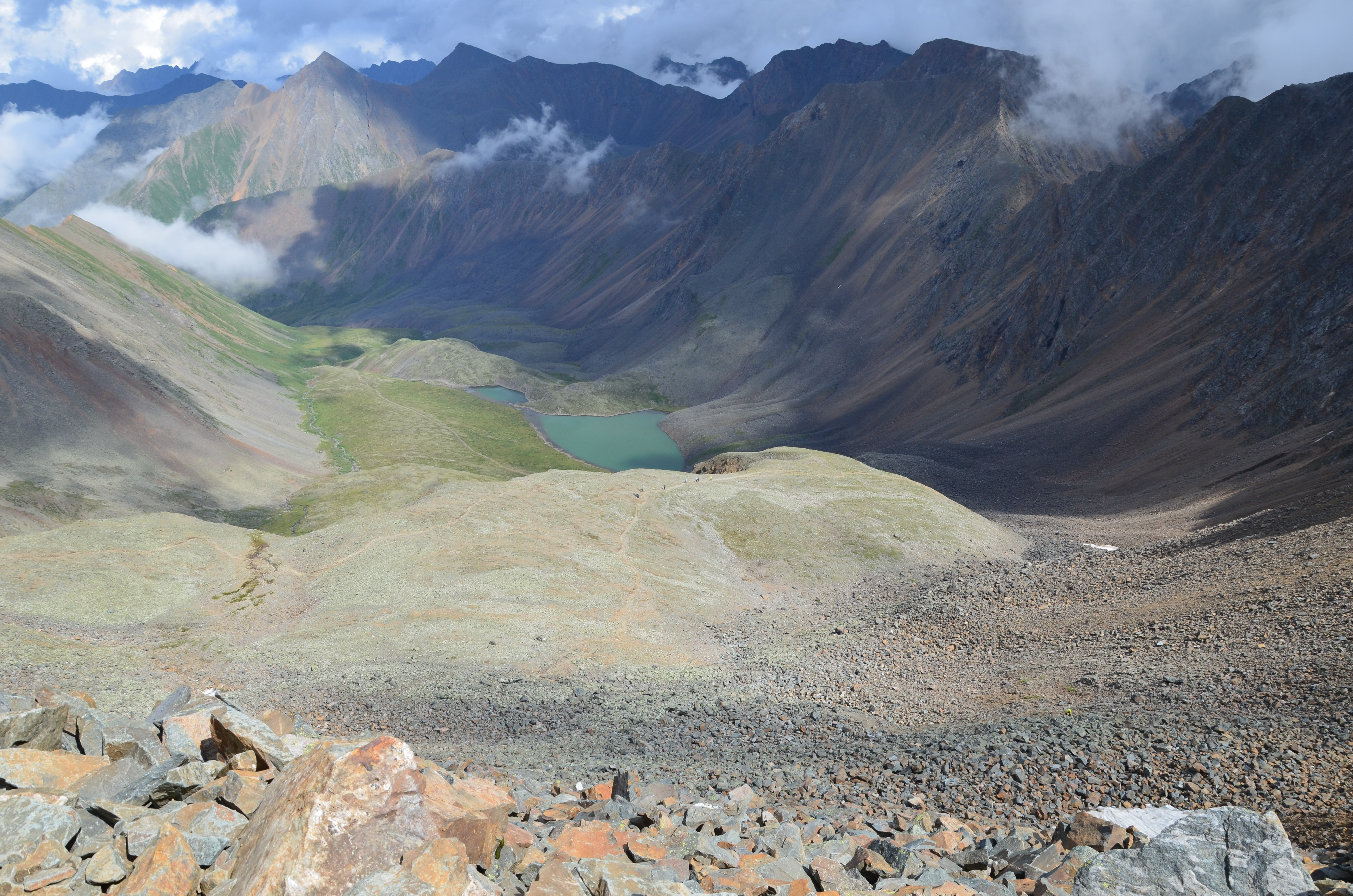
Вид с перевала Шумак
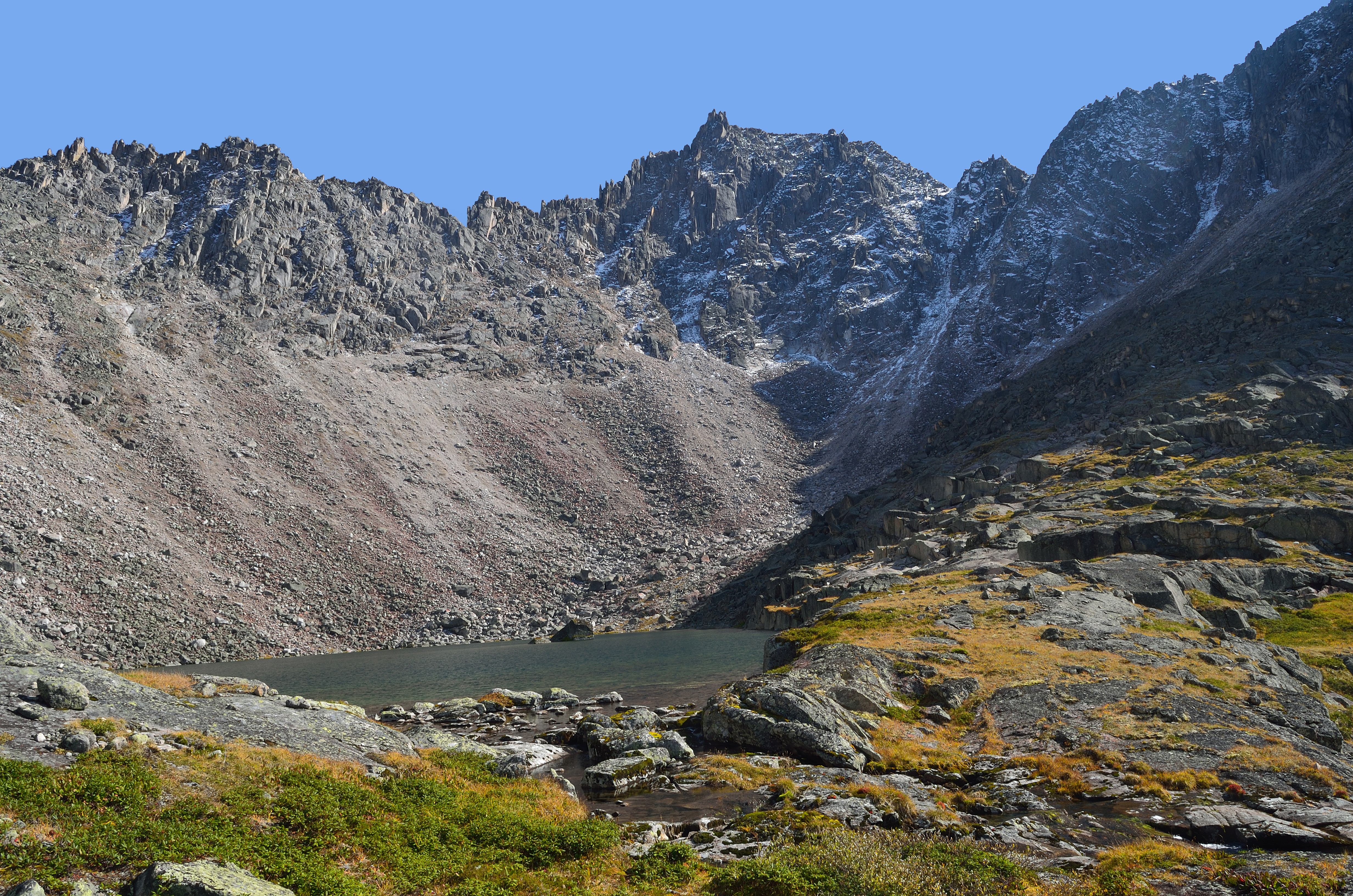
Озеро за перевалом Бепкан